# Gare de Vorey
Gare de Vorey – przystanek kolejowy w Vorey, w departamencie Górna Loara, w regionie Owernia-Rodan-Alpy, we Francji.
Został otwarty w 1866 przez Compagnie des chemins de fer de Paris à Lyon et à la Méditerranée (PLM). Jest przystankiem kolejowym Société nationale des chemins de fer français (SNCF), obsługiwanym przez pociągi TER Auvergne.